# Relations entre les îles Caïmans et l'Inde

Les relations entre les Îles Caïmans et l'Inde font référence aux relations internationales qui existent entre les Îles Caïmans et la république de l'Inde. Les relations extérieures des îles Caïmans sont gérées par le ministère britannique des affaires étrangères. Par conséquent, la politique étrangère de l'Inde s'est concentrée sur les relations économiques avec les îles Caïmans, ainsi que sur la fourniture de services consulaires aux Indiens et aux Caïmans. Le haut-commissariat de l'Inde à Kingston, en Jamaïque, est simultanément accrédité auprès des îles Caïmans.

## Histoire
Le premier ministre, McKeeva Bush, le ministre de la santé, de l'environnement, de la jeunesse, des sports et de la culture, Mark Scotland, l'autorité des services de santé des îles Caïmans, Canover Watson et quatre autres responsables gouvernementaux se sont rendus à Bangalore du 15 au 17 décembre 2009. Ils avaient été invités par le président de Narayana Hridayalaya (en) à inaugurer le nouvel hôpital pour cancéreux de la société,.
Le gouvernement indien offre chaque année à deux citoyens caïmans des bourses d'études dans le cadre du programme indien de coopération technique et économique. Toutefois, ces bourses n'ont généralement pas été utilisées.

## Relations économiques
En avril 2010, la chaîne d'hôpitaux Narayana Hrudayalaya, basée à Bangalore, a signé un accord avec le gouvernement caïmanais pour créer un hôpital à Grand Cayman et une université de médecine pour former des médecins, des infirmières et des étudiants en aide médicale urgente. Le Health City Cayman Islands (en), d'une superficie de plus de 9 900 m2, a été inauguré le 25 février 2014. C'est le premier hôpital étranger appartenant à une chaîne d'hôpitaux indienne.
Les îles Caïmans et l'Inde ont signé un accord d'échange de renseignements fiscaux (en) (Tax information exchange agreement - TIEA) le 21 mars 2011. Il s'agit du 22e TIEA signé par les îles Caïmans et du 5e pour l'Inde,,. Selon l'Autorité monétaire des îles Caïmans (CIMA), l'Inde a été la neuvième destination des envois de fonds des îles Caïmans en 2011, recevant 2,5 millions de dollars US,. La Bank of India opère dans les îles Caïmans et possède une succursale à la Grand Cayman. La société NCBG Holdings, Inc., basée aux îles Caïmans, a proposé d'investir dans une entreprise commune avec des entreprises indiennes pour fabriquer des ensembles de câblage utilisés dans les véhicules militaires, les avions, les navires et autres machines de défense. Cette proposition doit être approuvée par le gouvernement indien car elle implique des investissements étrangers directs dans l'industrie de la défense,.
À la mi-2015, une équipe d'enquête spéciale (Inde) nommée par la Cour suprême indienne sur l'argent noir a découvert que les îles Caïmans étaient le plus grand bénéficiaire des billets participatifs de l'Inde, recevant 31,31 % du total en circulation. L'équipe d'enquête a constaté que les îles Caïmans avaient un investissement total de 85 000 crore (12 milliards de dollars) sur les marchés boursiers indiens au 28 février 2015, soit environ 1,75 crore (250 000 $) par citoyen caïmantais,.
Le commerce bilatéral entre les îles Caïmans et l'Inde s'est élevé à 3,54 millions de dollars US en 2015-16, en baisse par rapport aux 6,75 millions de dollars US de l'exercice précédent. L'Inde n'a pas fait d'importations en provenance des îles Caïmans depuis 2013-14, date à laquelle elle a importé pour 10 000 dollars de résidus et de déchets des industries alimentaires, ainsi que du fourrage préparé pour les animaux. Les principaux produits exportés de l'Inde vers les îles Caïmans sont des véhicules et des pièces détachées non ferroviaires, des instruments médicaux et chirurgicaux, des articles en fer et en acier, des produits pharmaceutiques et des machines et équipements électriques.